# Zbigniew Jaworowski
Zbigniew Jaworowski (17 de octubre de 1927 – 12 de noviembre de 2011) fue un físico polaco, alpinista, y escéptico del calentamiento global.

## Vida
Z. Jaworowski fue presidente del Consejo Científico del Laboratorio Central de Protección Radiológica en Varsovia y expresidente del Comité Científico de las Naciones Unidas sobre los Efectos de las Radiaciones Atómicas. Fue investigador principal de tres proyectos de investigación de los EE. UU. Agencia de Protección Ambiental y de cuatro proyectos de investigación del Organismo Internacional de Energía Atómica. Ocupó puestos con el Centre d'Etude Nucleaires cerca de París, el Grupo de Biofísica del Instituto de Física de la Universidad de Oslo, el Instituto de Investigación Polar de Noruega y el Instituto Nacional de Investigación Polar en Tokio.

## Cambio climático
Su trabajo sobre los núcleos de hielo se publicaron en Jaworowski (1994, 1992) y en reportes de Jaworowski (1990, 1992). Jaworowski sugirió que el CO2 de registros de largo plazo, es un artefacto causado por los cambios estructurales del hielo con la profundidad y por procesos de postmuestreo.
Sin embargo, sus opiniones son rechazadas por la comunidad afín al calentamiento. Los incrementos en las concentraciones en CO2 y en CH4 en las muestras de la base Vostok son similares para las dos últimas dos transiciones glacial-interglacial, aunque solo el paso más reciente se encuentra en la zona frágil. Tal evidencia sostiene que la señal de la atmósfera de gases traza, no se encuentra fuertemente afectada por la presencia de la zona frágil. Similarlmente Hans Oeschger argumenta que "...algunas de las afirmaciones de (Jaworowski son erróneas desde el punto de vista físico".

## Opiniones
Stephen Schneider dijo de él que "Jaworowski es quizás aún más contrario que la mayoría, afirmando que él puede probar que el clima se va a sentir más frío; a través de su trabajo de excavación de glaciares en seis continentes diferentes, que según él indica lo que realmente debería preocuparnos es el acercarse una "Nueva Edad de Hielo ...." Jaworowski escribió El actual ciclo de manchas solares es más débil que los ciclos anteriores, y los dos siguientes ciclos serán aún más débiles. Bashkirtsev & Mishnich (2003) esperando que el mínimo del ciclo secular de la actividad solar se producirá entre 2021 y 2026, lo que resultará en una temperatura mínima global del aire de la superficie. El cambio de clima de caliente a frío clima ya haber comenzado..
Cuando se lo interrogó a ver si quería apostar por el futuro frígido, Jaworowski negó haber hecho cualquier predicción, indicando que "no hago mis proyecciones detalladas. En mi trabajo me he referido al lector a B & M de papel, y eso es todo."
Jaworowski publicó varios artículos: Jaworowski, 2007; Jaworowski, 1999; Jaworowski, 1997; en 21st Century Science and Technology, un magazine sin referato publicado por Lyndon LaRouche.
Jaworowski también ha escrito que el movimiento para eliminar el plomo de gasolina se basó en un "mito estúpido y fraudulento", y que los niveles de plomo en la sangre humana no se ven significativamente afectados por el uso de gasolina con plomo. 

## Algunas publicaciones
- Jaworowski, Z., 1999, Radiation Risk and Ethics, Physics Today, 52(9), septiembre de 1999, pp. 24-29. enlace
- Jaworowski, Z., Hoff, P., Hagen, J.O., et al., 1997, A highly radioactive Chernobyl deposit in a Scandinavian glacier, Journal of Environmental Radioactivity, 35 (1), 91-108
- Jaworowski, Z., 1994, Ancient atmosphere - validity of ice records, Environmental Science and Pollution Research, 1(3): p. 161-171
- Jaworowski, Z., T.V. Segalstad, and N. Ono, 1992, Do glaciers tell a true atmospheric CO2 story?, The Science of the Total Environment, 114, p. 227-284
- Jaworowski, Z., M Bysiek, L Kownacka, 1981, Flow of metals into the global atmosphere, Geochimica et Cosmochimica Acta, vol. 45, Issue 11, pp.2185-2199. resumen
- Jaworowski, Z., 1968, Stable lead in fossil ice and bones, Nature, 217, 152-153

## Otras publicaciones
- Jaworowski, Z. 2007, CO2: The greatest scientific scandal of our time, EIR Science,  — PDF
- Jaworowski, Z. Winter 2003-2004, Solar cycles, not CO2, determine climate, 21st Century Science and Technology, pdf
- Jaworowski, Z. 2002, The Future of UNSCEAR, Science, 297 (19), p. 335 (carta)
- Jaworowski, Z. 1999, Radiation Risk and Ethics, Physics Today, 52(9). artículo en línea
- Jaworowski, Z. 1999, The Global Warming Foly, 21st Century Science and Technology, 7 (1), 31-41
- Jaworowski, Z. 1997, Another global warming fraud exposed. Ice core data show no carbon dioxide increase, 21st Century Science and Technology, pdf
- Jaworowski, Z., 1996, Reliability of Ice Core Records for Climatic Projections, In The Global Warming Debate (London: European Science and Environment Forum), p. 95
- Jaworowski, Z., 1994, The Posthumous Papers of Leaded Gasoline., 21st century Science and Technology, 7 ( 1): pp. 34-41
- Jaworowski, Z., Segalstad, T.V. and Hisdal, V., 1992a, Atmospheric CO2 and global warming: A critical review., 2ª edición revisada, Meddelelser 119, Norsk Polarinstitutt, Oslo, p. 76
- Jaworowski, Z., Segalstad, T.V. and Hisdal, V., 1990. Atmospheric CO2 and global warming: a critical review., Rapportserie 59, p. 76, Norsk Polarinstitutt, Oslo